# Paonias io
Paonias io är en fjärilsart som beskrevs av Gray 1832. Paonias io ingår i släktet Paonias och familjen svärmare. Inga underarter finns listade i Catalogue of Life.